# Live While We're Young
Live While We're Young è un singolo della boyband anglo-irlandese One Direction estratto come primo singolo dal loro secondo album di studio Take Me Home.
Si tratta di un brano uptempo di genere bubblegum pop con elementi di musica rock, armonie vocali, battiti di mani, riff di chitarra elettrica prominenti e sintetizzatori. Il ritornello è accompagnato da cori stile stadio.
Live While We're Young raggiunse la posizione numero 1 delle classifiche in Irlanda (per la seconda volta dopo What Makes You Beautiful) e in Nuova Zelanda (per la prima volta). Negli Stati Uniti, Live While We're Young debuttò alla posizione numero 3 della Billboard Hot 100, il secondo debutto più alto per un artista britannico dopo Candle in the Wind 1997 di Elton John. Furono inoltre le vendite in una singola settimana più alte per qualunque artista non statunitense.
Il video del brano ha ottenuto la certificazione Vevo.

## Tracce
Download digitale - EP
1. Live While We're Young – 3:18
2. Live While We're Young (Dave Audé remix) – 5:40
3. Live While We're Young (The Jump Smokers remix) – 4:25
4. I Want (Live) – 3:06
5. Moments (Live - solo pre-ordinata) – 4:44

- CD singolo[13]

1. Live While We're Young – 3:18
2. I Want (Live) – 3:06

## Classifiche
| Classifica (2012) | Massima posizione |
| ----------------- | ----------------- |
| Australia         | 2                 |
| Austria           | 8                 |
| Belgio (Fiandre)  | 7                 |
| Belgio (Vallonia) | 13                |
| Brasile           | 33                |
| Canada            | 2                 |
| Danimarca         | 4                 |
| Francia           | 20                |
| Germania          | 22                |
| Giappone          | 5                 |
| Irlanda           | 1                 |
| Italia            | 10                |
| Norvegia          | 11                |
| Nuova Zelanda     | 1                 |
| Paesi Bassi       | 3                 |
| Regno Unito       | 3                 |
| Spagna            | 4                 |
| Stati Uniti       | 3                 |
| Svezia            | 23                |
| Svizzera          | 7                 |
| Ungheria          | 2                 |